# Adobe ImageReady
Adobe ImageReady – wycofany z rozwoju program graficzny  – edytor grafiki rastrowej firmy Adobe rozwijany w latach 1998 – 2007 jako samodzielne oprogramowanie, po 2007 jako część programu Photoshop i Fireworks.
Wersja 1.0 została wydana w lipcu 1998 roku. Począwszy od wersji 2.0, ImageReady był dołączony do programu Adobe Photoshop 5.5 i nie był już sprzedawany oddzielnie.  Wersja ImageReady 7 została zmieniona na wersję Adobe Photoshop 7. Od wersji Photoshopa oznaczonej CS3 kod oprogramowania ImageReady został zintegrowany bezpośrednio z funkcją Zapisz dla Internetu i urządzeń a reszta jego funkcjonalności jako samodzielna aplikacja została zastąpiona przez Adobe Fireworks, począwszy od wersji CS3, od czasu przejęcia Macromedia przez Adobe w grudniu 2005 roku. 
Był dostępny dla systemów Windows, Classic Mac OS i Mac OS X. ImageReady został zaprojektowany do tworzenia stron internetowych i ściśle współpracował z Photoshopem; Służył do optymalizacji i przygotowywania grafik, animacji na potrzeby www. Dzięki tej aplikacji w prosty sposób można było podzielić wcześniej przygotowaną (lub utworzoną w ImageReady) grafikę na mniejsze, umieszczone w tabelce (lub pozycjonowane za pomocą CSS) elementy, a następnie całość wyeksportować do formatu HTML.
Oprócz podstawowych funkcji programu tego typu, w ImageReady mógł generować serie obrazków, w których np.: niezmienne pozostaje tło – a zmienia się jedynie tekst.
W wersji 8.0 umożliwiał eksport animacji i grafik bezpośrednio do formatu Flash, przy czym przechowuje warstwy i dane wektorowe, umożliwiając dalszą edycję elementów po zaimportowaniu do Flasha.